# Río Plyussa
El río Plyussa (en ruso: река Плю́сса, Плюса) es un afluente derecho del río Narva en los óblast rusos de Leningrado y Pskov.
El Plyussa tiene sus orígenes en el lago Saplyusskoye de 2,6 km² de grande, que está situado en el óblast de Pskov. Fluye predominantemente en dirección norte-noroeste a través del óblast de Leningrado y finalmente desemboca en el embalse de Narva.
El río Plyussa tiene una longitud de 281 km. Drena una superficie de 6.550 km². Se alimenta principalmente del deshielo. El flujo de salida promedio es de 50 m³/s. El Plyussa se congela en noviembre/diciembre.  A finales de marzo/principios de abril el río vuelve a estar otra vez libre de hielo. El pequeño asentamiento de tipo urbano Plyussa se encuentra en el curso superior del río. La ciudad más grande a orillas del río es Slántsy.